# Gamma Ray (gruppo musicale)
I Gamma Ray sono un gruppo musicale power metal tedesco, fondato nel 1989 dal chitarrista e cantante Kai Hansen dopo la sua fuoriuscita dagli Helloween.

## Storia del gruppo

### La nascita e i primi album
Nel 1988, dopo aver pubblicato i primi tre album con gli Helloween (Walls of Jericho e Keeper of the Seven Keys parti I e II), il chitarrista e compositore Kai Hansen decide di lasciare la band. Inizialmente aiuta i Blind Guardian nella realizzazione di alcuni lavori in studio. Successivamente decide di dare vita ad un suo progetto con i vecchi amici Ralf Scheepers, alla voce, e Uwe Wessel al basso, avvalendosi della collaborazione del batterista Mathias Burchardt. Nascono così i Gamma Ray e, senza grandi sorprese da parte di nessuno, il loro sound risulta essere molto vicino a quello degli stessi Helloween.
La carriera dei Gamma Ray si dimostra ben presto di incredibile successo; Hansen diviene ad un certo punto il chitarrista principale, il cantante ed il compositore di musica e testi.

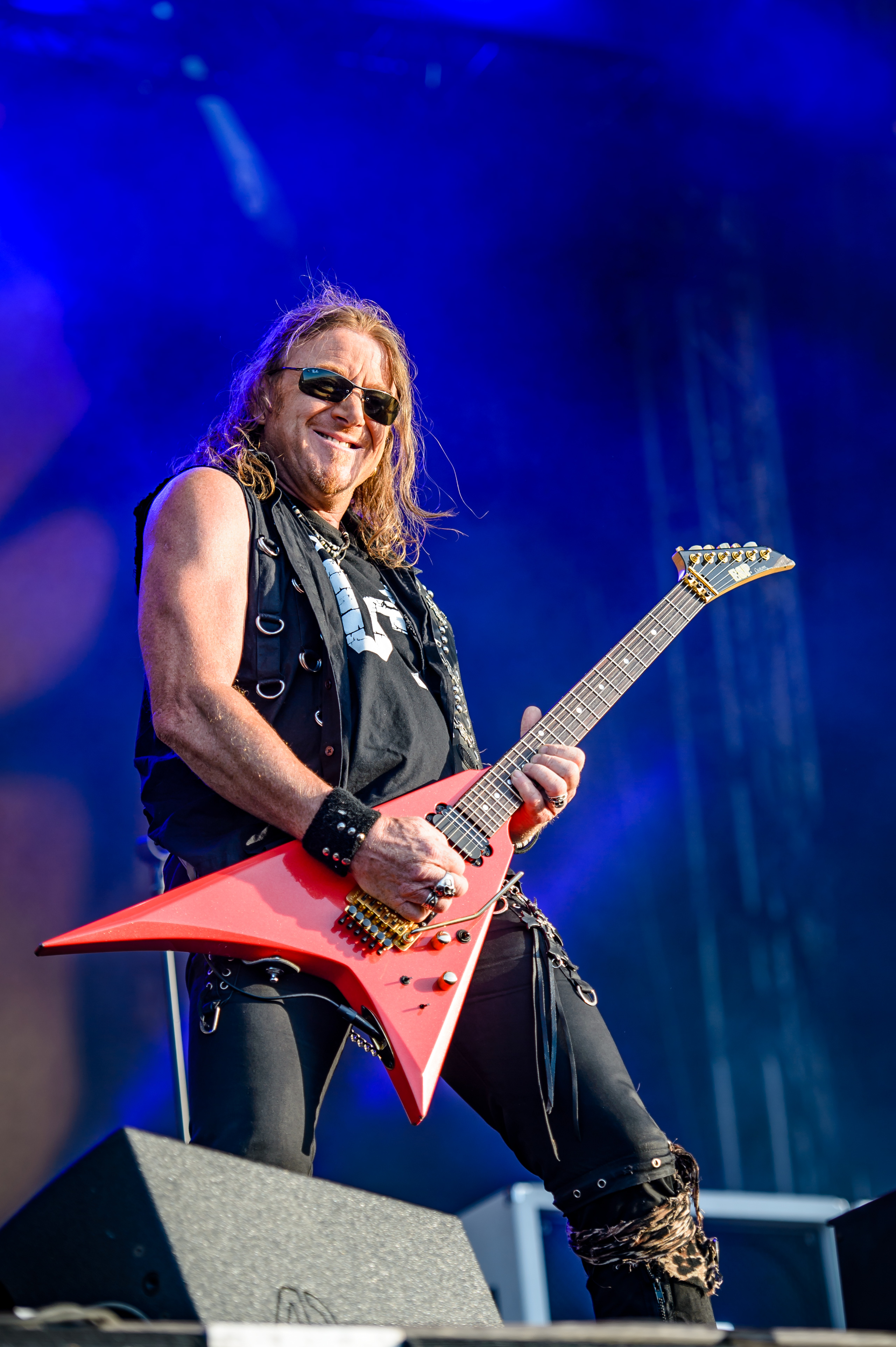
Kai Hansen

Con la formazione iniziale pubblicano nel febbraio del 1990 l'album Heading for Tomorrow, seguito dal live Heading for the East (registrato dal vivo a Tokyo durante il tour di supporto al disco d'esordio) dove fanno la loro comparsa il secondo chitarrista Dirk Schlächter, e Uli Kusch alla batteria (in sostituzione di Burchardt).

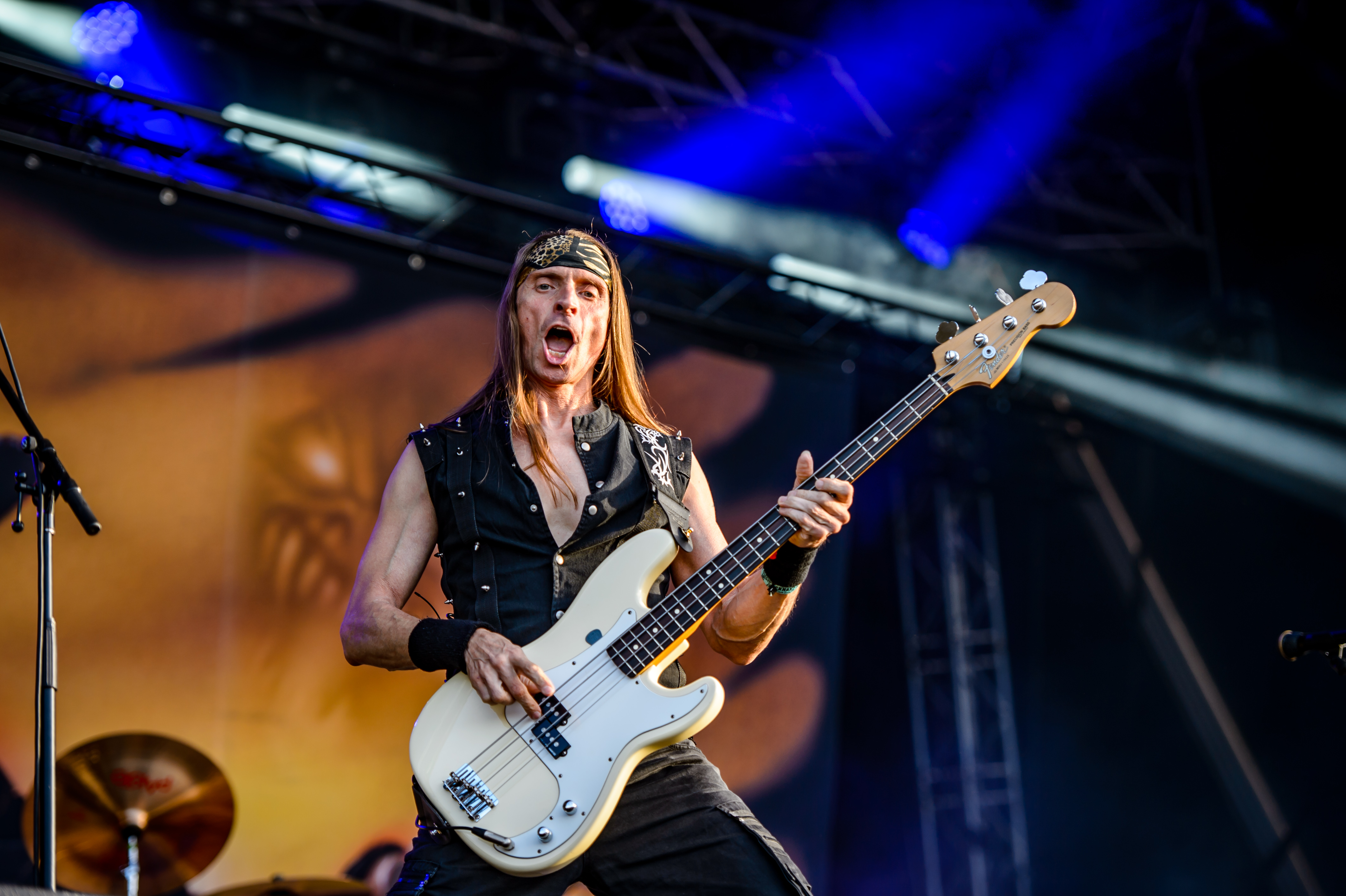
Dirk Schlächter

Nel 1991 viene pubblicato il loro secondo disco, Sigh No More, e ad ottobre parte un tour mondiale di 50 date.
Il terzo album, Insanity and Genius, viene pubblicato nel 1993 con due nuovi membri: Thomas Nack, che sostituisce Uli alla batteria, e Jan Rubach, al posto di Uwe al basso.
A settembre i Gamma Ray, assieme ai Rage, agli Helicon e ai Conception, si imbarcano nel tour Melodic Metal Strikes Back. Questa impresa contribuisce alla successiva pubblicazione del loro doppio CD Power of Metal, e ai video clip Power of Metal e Lust for Live.

### Land Of The Free: Kai alla voce

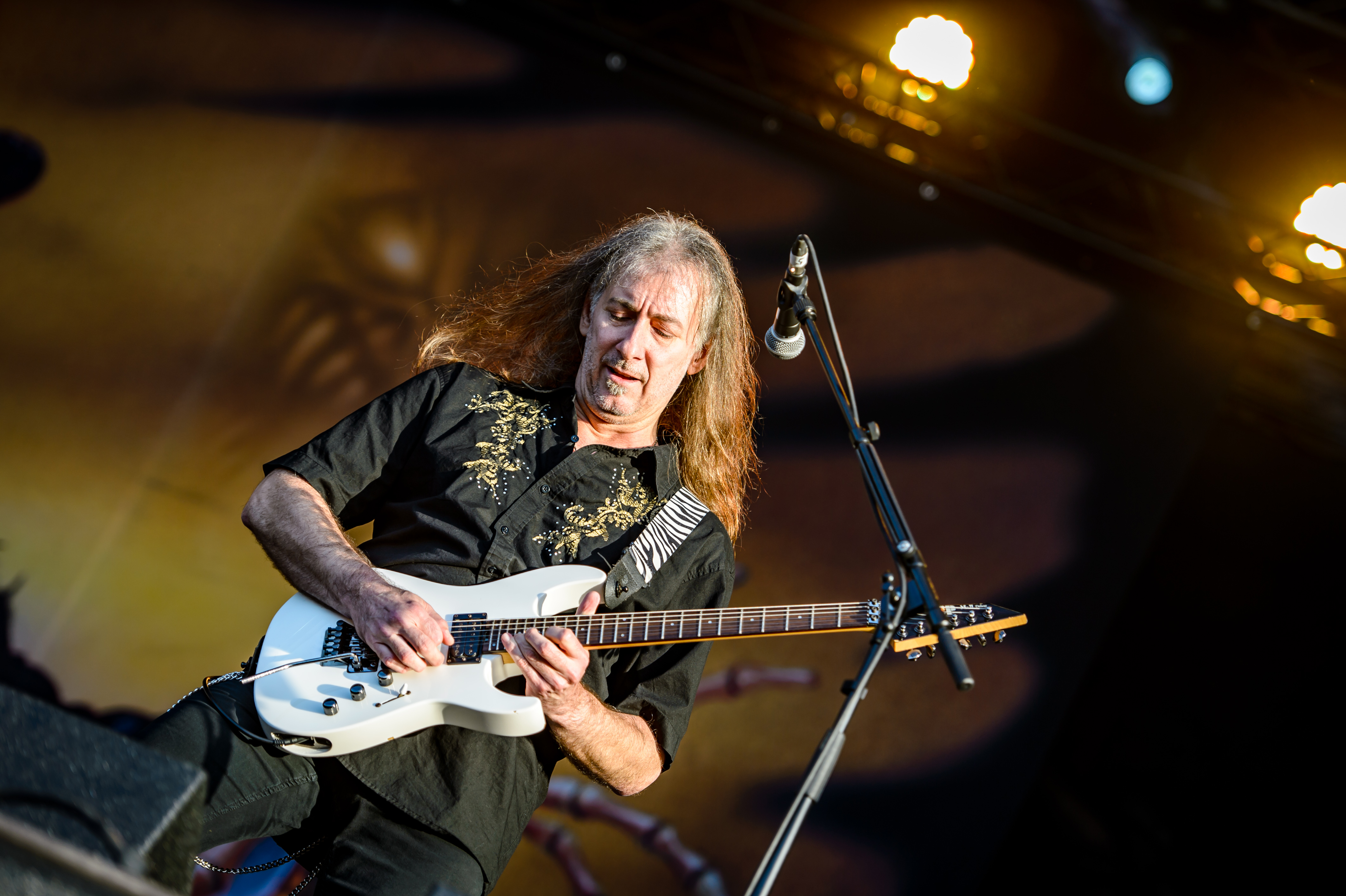
Henjo Richter

Durante la pianificazione del quarto album della band, Hansen e Schlächter si preoccupano del fatto che Scheepers viva molto distante da Amburgo, e a quanto questo ostacolo rischi di mettere un freno alla produzione del lavoro. Dal momento che Scheepers partecipa ad un'audizione per ottenere il ruolo di cantante nei Judas Priest, quando si presenta l'opportunità di considerare il suo allontanamento dal gruppo una soluzione, Hansen gli domanda se restare con i Gamma Ray sia veramente la cosa giusta da fare. Decidono così di comune accordo di dividere le proprie strade, senza rancore da ambo le parti; Scheepers abbandona la band e così Hansen si trova a ricoprire il ruolo, oltre che di chitarrista, anche di cantante.

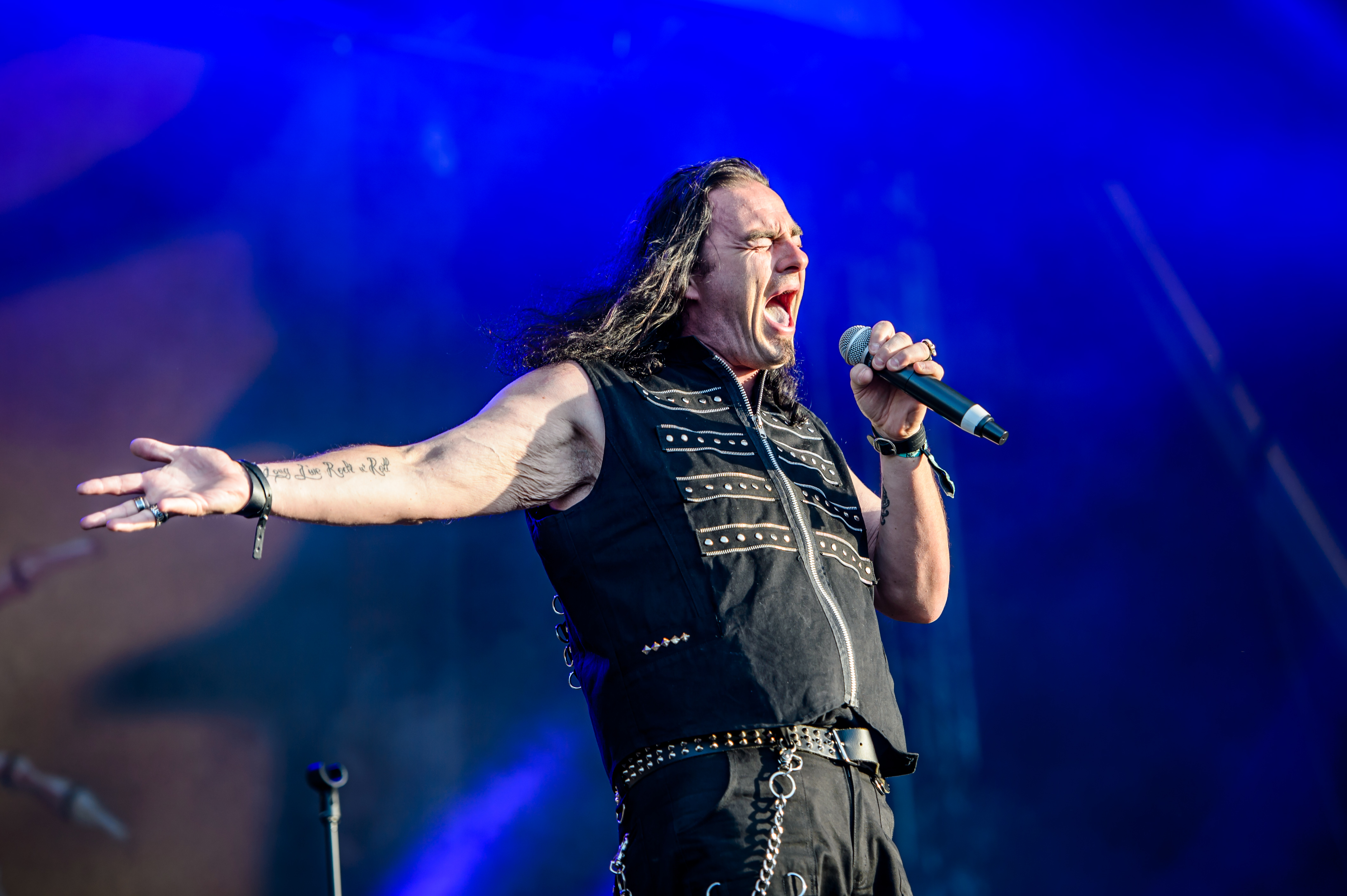
Frank Beck

Nel 1995 viene pubblicato il quarto album, Land of the Free, il primo con alla voce Kai Hansen e la partecipazione di Michael Kiske su 2 brani (Land of the Free e Time to Break Free) e dell'amico Hansi Kürsch (Farewell e Land of the Free). La critica di tutto il mondo si rivela entusiasta, tanto che il disco viene tuttora considerato il miglior lavoro della band. Il tour seguente (Men on a Tour) porta alla pubblicazione nel 1996 dell'album live Alive '95.

### La nuova formazione e la fine degli anni '90
Nel 1996 lasciano la band Jan Rubach e Thomas Nack (tornando entrambi alla band che avevano lasciato precedentemente, gli Anesthesia), e arriva il nuovo batterista Dan Zimmermann. Schlächter decide di lasciare la chitarra e di prendere in mano il basso. Henjo Richter subentra nel ruolo di seconda chitarra. Questa formazione dei Gamma Ray dura ben 16 anni, ovvero fino al 2012.
Nel 1997 viene pubblicato Somewhere Out in Space, che dà il via all'interesse da parte della band per il tema dello spazio. Dopo due anni di tour arriva l'album Powerplant, che risulta essere una continuazione dei temi della precedente pubblicazione, imboccando però una nuova direzione musicale. I due album vengono fortemente acclamati in tutto il mondo.
Viene il momento di realizzare un "Best Of...", e Hansen decide di fare le cose in modo diverso: la band torna in studio per ri-registrare i vecchi classici cantati da Scheepers. Blast from the Past è il nome scelto per l'album e la scaletta viene selezionata con un sondaggio tra i fan: solamente le 3 canzoni più votate per ogni disco, infatti, verranno incluse nella raccolta.

### No World Ordere gli anni 2000

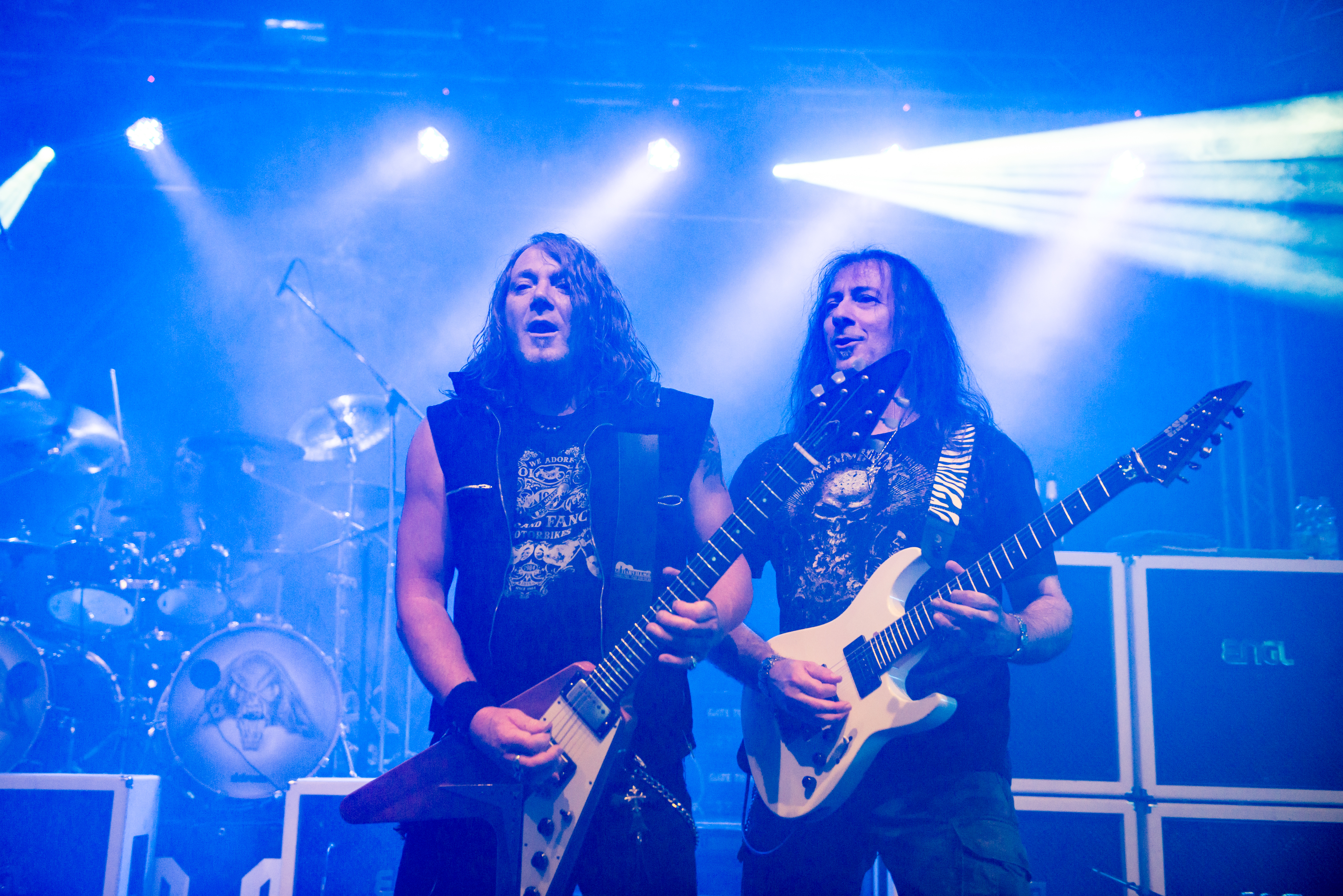
I Gamma Ray al Dong Open Air 2015

I Gamma Ray annunciano il ritorno studio per la registrazione dell'album successivo; si vocifera che il disco abbia un sound classico simile a quello di band come Iron Maiden e Judas Priest.
Dopo la pausa, nella quale Hansen si concentra sul suo progetto alternativo Iron Savior, la band è pronta per la registrazione dell'album No World Order, contenente molti riff duri nello stile delle band degli anni ottanta. Il No Order World Tour vede la band impegnata in tutta Europa e in alcuni show in Giappone. Dopo questo impegno la band prosegue con lo Skeletons in the Closet Tour, nel quale vengono incluse in scaletta brani presentati molto raramente dal vivo. Vengono fatte solo poche tappe, ma un paio di queste vengono registrate e ne viene tratto l'album Skeletons in the Closet, riconosciuto come il loro miglior album live sino ad oggi.
Il tour dell'Autunno 2003 li vede come band di apertura nelle prime dieci tappe europee del tour degli Iron Maiden (di cui una a Milano e una a Firenze). I Gamma Ray denominano quelle tappe Rayzin' Hell With the Beast, e si aggiudicano ulteriori fan.
Successivamente pubblicano Majestic, il 26 settembre 2005.
La band annuncia che con questo disco i fan avranno la possibilità di sentire il "lato oscuro" dei Gamma Ray.
È datato invece 19 novembre 2007 Land of the Free II, album che si pone come seguito del celebre disco del 1995, riprendendone alcune tematiche e molte sonorità. Durante il tour di supporto all'album, l'Hellish Tour, Alessio Gori (tastierista e cantante dei Flashback of Anger) diviene il tastierista ufficiale nelle sessioni live. Il tour vede i Gamma Ray condividere il palco con i vecchi soci di Hansen, Helloween, e con gli Axxis di supporto, e si conclude all'inizio del 2008.

### Gli anni 2010

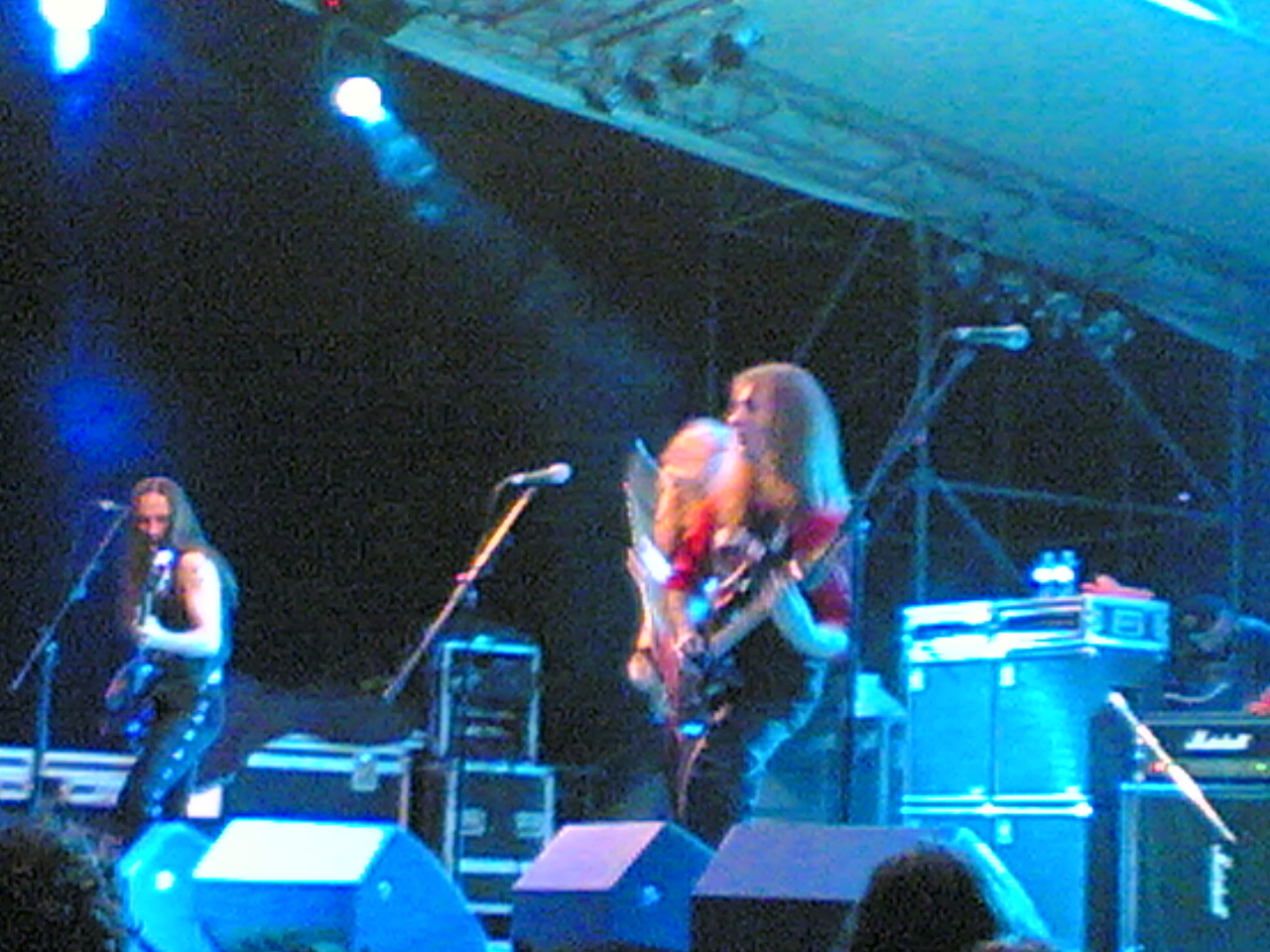
I Gamma Ray durante l'Agglutination del 2007

Il 9 dicembre 2009 viene annunciato il nome dell'imminente album: To The Metal, disponibile sul mercato dal 29 gennaio 2010. L'album viene commercializzato in differenti versioni, una classica contenente il solo CD, una versione Deluxe con il CD e il DVD contenente The Making of "To The Metal" con copertina differente, una versione in vinile di colore rosso, e una versione contenente il CD e un vinile da 7" con due tracce inedite non presenti nelle altre versioni (in tiratura limitata - la copertina di questo pacchetto è stata personalmente autografata dai membri della band).
La band promuove il disco con un tour mondiale chiamato To The Metal Tour.
Durante l'aprile del 2011 la band pubblica Skeletons & Majesties, un EP contenente le versioni ri-registrate di Hold Your Ground e Brothers (con un inedito Kai Hansen alla voce) e le versioni acustiche dei classici Rebellion in Dreamland e Send Me a Sign. Parte quindi un mini tour in promozione al nuovo singolo e le date di Pratteln e Bochum vengono riprese per la futura produzione di un DVD. Durante il mini tour la band esegue brani votati dai fan tramite un sondaggio sul sito ufficiale, e vengono proposti parecchi brani mai suonati dal vivo ed altri mai proposti con Kai Hansen alla voce.
Nell'Autunno 2012 esce quindi la versione in CD e DVD di questo live-album.
I Gamma Ray partecipano inoltre al Festival Wacken Open Air, svoltosi dal 2 al 4 agosto 2012.
Ad inizio settembre del 2012 i Gamma Ray annunciano la (amichevole) dipartita dello storico batterista Dan Zimmermann, che viene ufficialmente sostituito dal compatriota Michael Ehré; quest'ultimo già subentrato durante tutti i più recenti concerti del 2012. Inoltre, dichiarano di essere già al lavoro su del materiale inedito, e che un nuovo album vedrà la luce nei primi mesi del 2013. Nel febbraio successivo, infatti, annunciano l'uscita di Master Of Confusion, un EP della durata di circa 60 minuti, contenente due nuove tracce registrate in studio (Master Of Confusion e Empire Of The Undead), due cover (Death Or Glory degli Holocaust e Lost Angel degli Sweet) e sei vecchi brani registrati dal vivo a Bochum durante l'ultimo tour, già presenti nella versione DVD di Skeletons & Majesties ma non in quella in CD.
Durante il mese di febbraio 2013 la band parte per un tour mondiale, di nuovo assieme agli Helloween, riprendendo quello che era stato chiamato Hellish Rock Tour nel 2007.
Durante le interviste, la band rivela che il nuovo album s'intitolerà  Empire Of The Undead, e che sarà pubblicato nei primi mesi del 2014.
Il 18 novembre 2013, mentre si trova con gli Helloween in tour in Sudamerica, la band viene sconvolta dalla notizia che l'edificio industriale situato nel quartiere Hammerbrook di Amburgo dove hanno sede, oltre a varie associazioni culturali, gli Hammer Studios di proprietà di Kai Hansen e Dirk Schlächter, è vittima di un gigantesco rogo. Lo studio di registrazione (300 m²), frutto di più di vent'anni di investimenti e sacrifici da parte di Kai Hansen e dei Gamma Ray, viene completamente distrutto e con esso gran parte della strumentazione della band. 
Nonostante questo, un mese più tardi, lo stesso Kai annuncia tramite un video su Facebook che la band è ancora al lavoro sul nuovo album e che questo uscirà nei tempi previsti, e verrà accompagnato da un tour promozionale con tappa a Roma il 31 marzo e a Trezzo sull'Adda il 1º aprile. Come band di supporto aprono gli italiani Rhapsody of Fire, e il 1º aprile 2014 viene pubblicato il nuovo album in studio dei Gamma Ray: Empire Of The Undead.
Durante il mese di aprile 2014, a Kai Hansen viene diagnosticata una bronchite che gli impedisce di cantare: per le ultime date europee del tour in corso, viene sostituito alla voce da Fabio Lione dei Rhapsody of Fire e da Tobias Sammet (Edguy, Avantasia), da sempre grande amico di Kai.
Nell'ottobre 2015 viene annunciato che Frank Beck sarà il secondo cantante della band; ciò permetterà a Kai di avere più libertà sul palco e di non deteriorare eccessivamente le sue corde vocali.

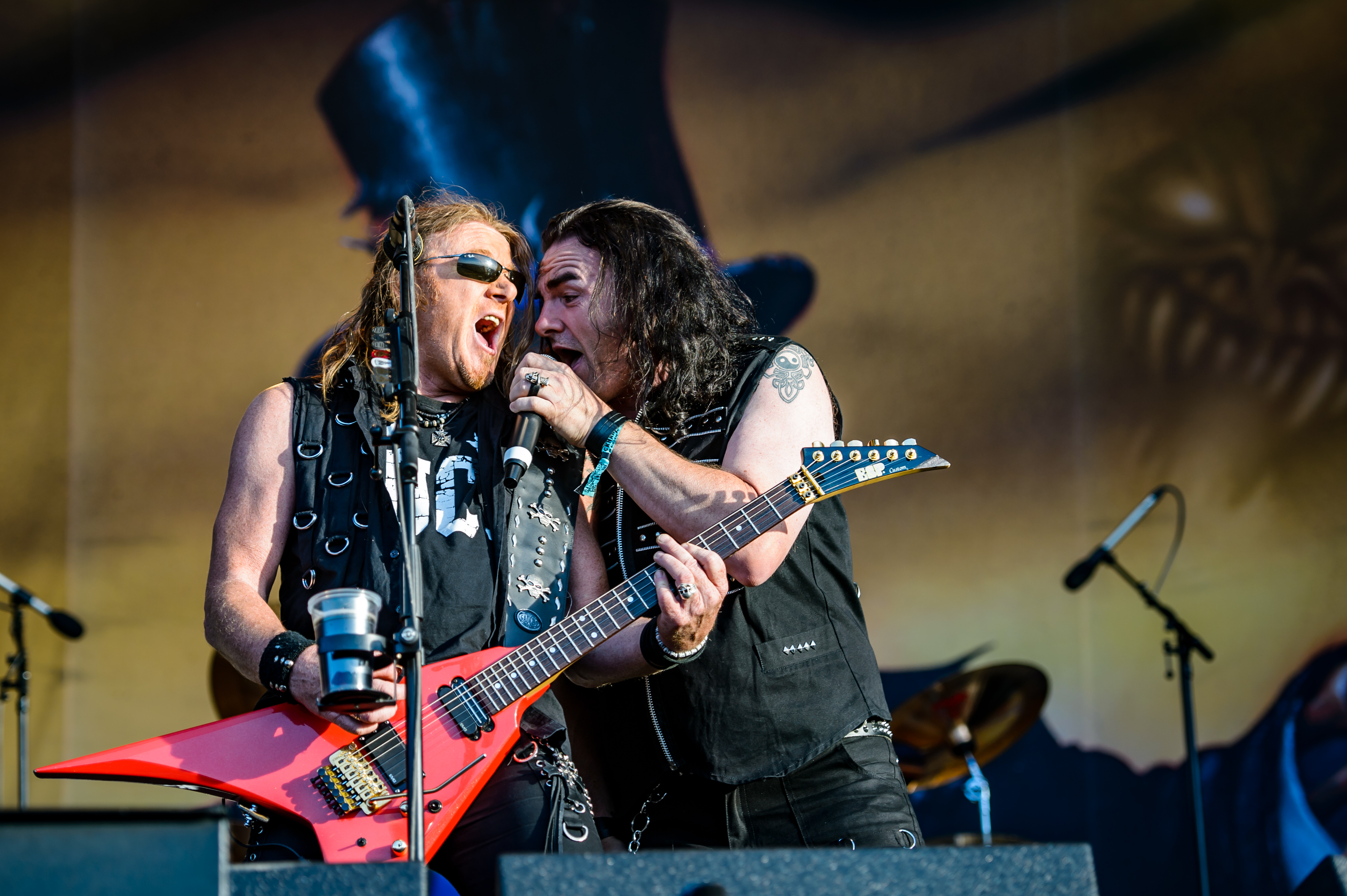
Kai Hansen e Frank Beck

Il 14 novembre 2016 viene svelato che la recente formazione degli Helloween tra il 2017 e il 2018 sarà accompagnata dai membri storici Kai Hansen e Michael Kiske per un tour mondiale denominato Pumpkins United World Tour. Nello stesso giorno viene annunciato che Henjo Richter e Michael Ehré prenderanno parte al progetto The Unity.

### 2020 - Presente
Come dichiarato in più interviste i Gamma Ray vengono messi "in pausa" dal loro fondatore Kai Hansen, il quale risulta molto impegnato con il megatour mondiale e il rilascio dell'attesissimo nuovo album omonimo degli Helloween, che lo vede tra i protagonisti.
Tuttavia nell'agosto 2020 il gruppo si esibisce in uno show "dal vivo" in occasione del loro trentesimo anniversario; viste le restrizioni causa pandemia infatti, la band si esibisce in un palazzetto senza la presenza di pubblico e con il primo cantante Ralf Scheepers come special guest. L'evento viene trasmesso in streaming e visto da un pubblico pagante, esattamente come un qualsiasi evento sportivo con la formula "pay per view".  Da questa esibizione verrà tratto un disco live e un DVD, pubblicati il 10 settembre 2021: 30 Years Live Anniversary

## Formazione

### Formazione attuale
- Kai Hansen - chitarra, voce
- Frank Beck - voce addizionale
- Henjo Richter - chitarra, tastiere
- Dirk Schlächter - basso dal 1997 (chitarra e tastiere 1991-1997), cori
- Michael Ehré - batteria

### Ex componenti
- Ralf Scheepers - voce
- Uwe Wessel - basso
- Jan Rubach - basso
- Mathias Burchard - batteria
- Uli Kusch - batteria
- Thomas Nack - batteria
- Dan Zimmermann - batteria

## Discografia

### Album
- 1990 - Heading for Tomorrow
- 1991 - Sigh No More
- 1993 - Insanity and Genius
- 1995 - Land of the Free
- 1997 - Somewhere Out in Space
- 1999 - Powerplant
- 2001 - No World Order
- 2005 - Majestic
- 2007 - Land of the Free II
- 2010 - To the Metal
- 2014 - Empire of the Undead

### EP
- 1990 - Heaven Can Wait
- 1996 - Silent Miracles
- 1997 - Valley of the Kings
- 2011 - Skeletons & Majesties
- 2013 - Master of Confusion

### Live
- 1996 - Alive '95
- 2003 - Skeletons in the Closet
- 2008 - Hell Yeah !!! The Awesome Four - Live in Montreal
- 2012 - Skeletons & Majesties Live
- 2015 - Heading for the East
- 2016 - Lust for Live
- 2021 - 30 Years Live Anniversary

### Raccolte
- 1997 - The Karaoke Album (commercializzato solo in Giappone)
- 2000 - Blast from the Past
- 2010 - Alright! 20 Years of Universe
- 2015 - The Best (Of)

### Box set
- 2002 - The Ultimate Collection

### Singoli
- 1989 - Space Eater
- 1990 - Heaven Can Wait/Mr.Outlaw
- 1990 - Who Do You Think You Are?
- 1991 - The Spirit
- 1991 - Werbegeschenk
- 1993 - Future Madhouse
- 1995 - Rebellion In Dreamland
- 1997 - Valley of the Kings	Single
- 1999 - It's a Sin
- 2001 - Heaven or Hell
- 2010 - To the Metal
- 2014 - Avalon
- 2014 - Time for Deliverance
- 2014 - Pale Rider
- 2014 - I Will Return

### Split
- 1993 - Power of Metal (split con Helicon, Rage e Conception)

## Videografia
- Heading for the East (1990)
- Lust for Live (1993)
- Hell Yeah - The Awesome Foursome (And The Finnish Keyboarder Who Didn't Want To Wear His Donald Duck Costume) Live in Montreal (2008)
- Skeletons & Majesties Live (2012)